# 95 (小説)
『95』（きゅうごう）は、早見和真による小説。2015年11月にKADOKAWAより単行本が刊行され、2018年2月には角川文庫から文庫本が刊行された。
2024年4月にテレビ東京「ドラマプレミア23」でテレビドラマ化された。

## ストーリー
広重秋久は「日本の音楽産業の30年史」について、マスコミから取材を受けていたが、彼が高校生だった1995年のころを思い出すと戸惑いを隠すことができないでいた。
1995年3月20日に発生したオウム真理教による地下鉄サリン事件で人の死に直面する。彼は「世界は本当に終わるのだろうか」と動揺を隠しきれず、その感情を抱えながらも、これまで会話すらしなかった鈴木翔太郎という同級生に呼び出され「ぼんやり大人になって、ぼんやり死んで、お前は満足なんだな?」と諭される。そしてその気持ちに引き付けられながら、強制的に仲間に誘われる。激動の1995年を舞台にした少年たちの群像劇である。

## 書誌情報
- 早見和真『95』
  - 単行本：2015年11月28日発売、KADOKAWA、ISBN 978-4-0410-1997-9
  - 文庫本：2018年02月24日発売、角川文庫、ISBN 978-4-0410-6228-9

## テレビドラマ
テレビ東京開局60周年記念番組として、2024年4月8日から6月10日までテレビ東京系「ドラマプレミア23」枠で放送された。主演は髙橋海人。

### キャスト

#### 主要人物
広重秋久（ひろしげ あきひさ） / Q
演 - 髙橋海人
星城学院高校2年生。一般的な家庭に育ち、高校1年までは成績優秀だった。翔のチームに誘われる。
鈴木翔太郎（すずき しょうたろう） / 翔（しょう）
演 - 中川大志
星城学院高校生。祖父は政治家、父は大病院経営者、母はテレビのコメンテーターというセレブ一家。
岸セイラ（きし セイラ） / セイラ
演 - 松本穂香
星城学院高校生。翔、レオ、ドヨンと幼稚園からの幼馴染み。
丸山浩一（まるやま こういち） / マルコ
演 - 細田佳央太
星城学院高校生。実家は渋谷の丸山畳店。
堺怜王（さかい れお） / レオ
演 - 犬飼貴丈
星城学院高校生。父は暴力団幹部。
新川道永（しんかわ みちなが） / ドヨン
演 - 関口メンディー
星城学院高校生。小4の時に東京から神戸に引っ越していたが、阪神・淡路大震災後に東京に戻ってきた。

#### 星城学院高校
お金持ちの子弟が多く通う、有名私立高校。
芹沢加奈（せりざわ かな）
演 - 浅川梨奈
カラオケ好きで恵理子とよく歌いに行っているコギャル。
甲原恵理子（こうはら えりこ）
演 - 工藤遥
加奈の友だちのコギャル。明るい性格で、フィルムカメラで写真をよく撮っている。
栗田健吾（くりた けんご）
演 - 井上瑞稀
なぜかQに強い憧れを持っている星学の後輩。
生徒
演 - 大友至恩、久世珠璃、吉村沙羅、森宮ゆず、蟻波りん、滝山康平、野二紀人

#### 広重家
広重高志（ひろしげ たかし）
演 - 山中崇
秋久の父。普通の会社員。
広重悦子（ひろしげ えつこ）
演 - 紺野まひる
秋久の母。共働き。
広重淳子（ひろしげ じゅんこ）
演 - 桜井日奈子
秋久の1つ年上の姉。

#### その他
新城俊樹
演 - 渡邊圭祐
Qのバイト先のカラオケ店「カラオケトマト」の先輩。大学生。
宝来隼人
演 - 鈴木仁
Qと同学年の江戸橋学園生徒。人気ファッション雑誌「ストフリ」のカリスマモデル。
吉田竜次
演 - 夏生大湖
江戸橋学園生徒。
鈴木玲子
演 - 斉藤由貴
翔太郎の母親。
牧野博利
演 - 三浦貴大
渋谷を牛耳る実業家。
大黒
演 - 勝矢
武闘派暴走族・キューティーハニーの一員。
倉科（くらしな）
演 - 嶋田久作
翔の運転手。
殿内弥生（とのうち やよい）
演 - 新川優愛
人気ファッション雑誌「東京ストリートフリッパーズ」（略称：ストフリ）の編集者。

#### 現在
広重秋久（ひろしげ あきひさ）〈45〉
演 - 安田顕
カラオケ会社の社員。結婚して7歳の娘がいる。新村から「音楽業界の歴史」の取材を受けるが、高校時代の「ストフリ」に掲載された自分たちの記事を見せられ、当時のことを訊ねられる。
新村萌香（にいむら もえか）
演 - 桜井ユキ
秋久を取材するライター。「音楽業界の歴史」を取材したいとのことだったが、実際は星城学院時代のQの話ばかり聞こうとする。

#### ゲスト

##### 第1話
マスター
演 - カトウシンスケ（第2話・第3話・第5話 - 第9話）
翔のグループがたむろしている喫茶店 メケメケ のマスター。
サツキ
演 - 阿部凜（第2話）
会社員とホテルに入って行こうとする援交女子高生のコギャル。

##### 第2話
店長
演 - 平原テツ
Qのバイト先のカラオケ店「カラオケトマト」の店長。
江戸橋学園生徒
演 - 桑畑亨成（第3話・第5話・第7話）、佐々木伶（第3話・第5話・第7話）

チーマー
演 - 吉川康太、橘春軌
援交オヤジ
演 - 藤井太一
サツキとホテルに入ろうとする会社員。

##### 第4話
クラスメイト
演 - 上原あまね、蓬莱舞、熊野楓華、まるやそら
星城学院高校。
ニュースキャスター
声 - 立川周（テレビ東京アナウンサー）

##### 第5話
男性
演 - 草野大成
チーマーにレッドウィングをカツアゲされる男性。
チーマー
演 - 村井良輔
渋谷でレッドウィングをカツアゲしていたチーマーの一人。
チーマー
演 - 佐久本宝
渋谷でマリファナを売りさばいていたチーマーの一人。翔たちの「渋谷浄化作戦」で駆逐される。
広重明日香（ひろしげ あすか）
声 - 三石琴乃
現在の広重秋久の妻。
広重梓月（ひろしげ しずき）
声 - 山中志笑
秋久の娘。

##### 第6話
灰原、白井
演 - 池田彪馬（SUPER★DRAGON）（第7話・第9話・最終話）、岩本晟夢（第7話・第9話・最終話）
キューティーハニーのメンバー。
藤岡
演 - 猪塚健太
翔がイベントスポンサーの件を相談した先輩。
社長
演 - 藤田朋子
翔がイベントスポンサーを頼みに行った女性社長。
支配人
演 - 喜安浩平（第7話）
レオがイベントの相談に訪れた、父親の組が経営するクラブの支配人。
師匠
演 - 角田信朗（第7話）
Qが中学時代に通っていた中国拳法の師匠。再入門した。
医師
演 - ゆかわたかし（第7話）
キューティーハニーに襲われた翔が入院した病院の医師。
大使
演 - Mekdachi K
人脈を広げるためにと玲子が翔に会わせた大使。

##### 第7話
担任教師
演 - 濱津隆之
星城学院高校のQたちの担任教師。
ボコられるサラリーマン
演 - 真野直樹
宝来たちの仕込みで美人局に遭うサラリーマン。
グッチー
演 - 瀬戸口祥侑
クラブ店員。
ナレーション
声 - 齋藤康弘（第9話）
渋谷公園通りを紹介するテレビ番組のナレーション。
レコード大賞の司会者（第9話）。

##### 第8話
男性
演 - 新原泰佑
ドヨンたちから宝来の居場所を問い詰められる男性。
医師
演 - 神田朱未
生理不順の加奈を診察した婦人科医。
中島
演 - 稲川美紅
婦人科の看護師。
- MIO

##### 第9話
女将
演 - 和田光沙
牧野がQを連れて行った渋谷の料亭の女将。
星城学院生
演 - 橘花征志郎、瀬野一至、篠田一斗（第1話）、望月亮人、金子雅、住友沙来
廊下の掲示板に貼られたセイラのあられもない写真に大騒ぎする。

##### 最終話
学生たち
演 - 菊池真幸、直樹春、中西瞬祐、平本りく、Romeo T
かつてのQたちを彷彿とさせる通りすがりの学生たち。

### スタッフ
- 原作 - 早見和真「95」（角川文庫）
- 脚本 - 喜安浩平[2]
- 監督 - 城定秀夫[2]
- 音楽 - ゲイリー芦屋[2]
- 主題歌 - King & Prince「moooove!!」（UNIVERSAL MUSIC）[49]
- チーフプロデューサー - 森田昇（テレビ東京）[2]
- プロデューサー - 倉地雄大（テレビ東京）[2]、清家優輝（ファインエンターテイメント）[2]
- 制作 - テレビ東京
- 制作協力 - ファインエンターテイメント
- 製作著作 - 「95」製作委員会

### 放送日程
| 話数   | 放送日  | サブタイトル               |
| ------ | ------- | -------------------------- |
| 第1話  | 4月08日 | 世界の終わりの始まり       |
| 第2話  | 4月15日 | 法を疑え! 決めるのは自分だ |
| 第3話  | 4月22日 | ダセェ大人になるな         |
| 第4話  | 4月29日 | 同じだけ背負う罪           |
| 第5話  | 5月06日 | 生涯忘れられない夏         |
| 第6話  | 5月13日 | 選ぶべきだった正しい未来   |
| 第7話  | 5月20日 | なんにもできない俺を怒れ   |
| 第8話  | 5月27日 | 守り抜いた俺たちの希望     |
| 第9話  | 6月03日 | たどりつきたい未来         |
| 最終話 | 6月10日 | ツヨクイキヨウ             |

- 第8話は北朝鮮のミサイル発射によるJアラート発令に伴い冒頭約13分が報道特番に差し替えられた。この影響でTVerによるリアルタイム配信でもその部分がカットされた。このため、テレビ東京は6月3日（日曜深夜）4:00 - 4:41に一部系列局と独立局の5局ネットで第8話の再放送を実施することを発表した[51]。

第8話の再放送実施局
- テレビ東京、テレビ愛知、テレビ大阪、TVQ九州放送、びわ湖放送

### 放送局
| 放送期間               | 放送時間           | 放送局         | 対象地域       | 備考   |
| ---------------------- | ------------------ | -------------- | -------------- | ------ |
| 2024年4月8日 - 6月10日 | 月曜 23:06 - 23:55 | テレビ東京     | 関東広域圏     | 製作局 |
|                        |                    | テレビ北海道   | 北海道         |        |
|                        |                    | テレビ愛知     | 愛知県         |        |
|                        |                    | テレビ大阪     | 大阪府         |        |
|                        |                    | テレビせとうち | 岡山県・香川県 |        |
|                        |                    | TVQ九州放送    | 福岡県         |        |
|                        |                    | びわ湖放送     | 滋賀県         |        |
|                        |                    | 奈良テレビ放送 | 奈良県         |        |
|                        |                    | テレビ和歌山   | 和歌山県       |        |

### ネット配信
| 配信開始月 | 配信サイト     | 配信料金     | 備考           |
| ---------- | -------------- | ------------ | -------------- |
| 2024年4月  | ネットもテレ東 | 広告付き無料 | 見逃し配信     |
| 2024年4月  | TVer           | 広告付き無料 | 見逃し配信     |
| 2024年4月  | U-NEXT         | 定額制有料   | 独占見放題配信 |
| 2024年4月  | Lemino         | 定額制有料   | 独占見放題配信 |

| テレビ東京系列 ドラマプレミア23                   | テレビ東京系列 ドラマプレミア23 | テレビ東京系列 ドラマプレミア23               |
| 前番組                                            | 番組名                          | 次番組                                        |
| ------------------------------------------------- | ------------------------------- | --------------------------------------------- |
| ブラックガールズトーク （2024年2月5日 - 3月25日） | 95 （2024年4月8日 - 6月10日）   | 夫の家庭を壊すまで （2024年7月8日 - 9月30日） |